# Aldo Cosentino
Aldo Cosentino (Ciudad de Túnez, protectorado francés de Túnez; 19 de octubre de 1947-8 de octubre de 2023) fue un boxeador francés nacido en Túnez que peleó en las categorías peso paja, peso gallo y peso pluma.

## Carrera

### Juegos Olímpicos
Su primera aparición en los Juegos Olímpicos fue en México 1968 en la categoría de peso paja, eliminando en la segunda ronda por decisión unánime a Kjell Fredriksson de Suecia pero sería eliminado en la tercera ronda por Eiji Morioka de Japón por decisión dividida.
Su segunda aparición en los Juegos Olímpicos fue en Múnich 1972 de nuevo en la categoría de peso paja donde en la primera ronda venció por decisión unánime a Józef Reszpondek de Polonia pero fue eliminado en la segunda ronda por decisión dividida ante Juan Francisco Rodríguez Márquez de España. Su última aparición olímpica fue en Montreal 1976 donde perdió por knockout en el tercer asalto en la segunda ronda por Chacho Andreykovski de Bulgaria.

### Campeonato Europeo
Ganó la medalla de plata en el Campeonato Europeo de Boxeo Aficionado de 1969 en Bucarest luego de perder la final ante Aurel Dumitrescu de Rumania. En 1973 sería campeón europeo en Belgrado venciendo en la final a Mircea Tone de Rumania. También participó en las ediciones de 1967, 1971 y 1975.

### Campeonato Mundial
Fue medalla de bronce mundial de peso gallo en la primera edición del Campeonato Mundial de Boxeo Aficionado de 1974 en La Habana, donde la medalla de oro la ganó Wilfredo Gómez de Puerto Rico.

### Otros logros
- Fue campeón nacional de Francia en la categoría de peso gallo en 1967, 1969, 1972, 1974 y 1975.[10]
- Fue campeón nacional de Francia de peso pluma en 1973.[10]
- Fue campeón mundial militar en 1967.